# Apotrogia trochaini
Apotrogia trochaini är en kackerlacksart som beskrevs av Lucien Chopard 1952. Apotrogia trochaini ingår i släktet Apotrogia och familjen jättekackerlackor. Inga underarter finns listade i Catalogue of Life.